# Prosciurillus murinus
Prosciurillus murinus es una especie de roedor de la familia Sciuridae.

## Distribución geográfica
Es  endémica del norte de las Célebes y las islas Sangihe (Indonesia).